# 페다소스
페다소스(그리스어: Πήδασος)는 그리스 신화에 나오는 지명 및 인명이다.

## 지명
- 페다소스는 소아시아 트로아드 근처의 사트니오네이스 강에 있는 도시의 이름으로 원래 그 지역은 렐레게스라는 이름의 부족이 살고 있었다. 트로이아 전쟁 당시에는 아틀레스라는 왕이 다스리고 있었는데 아킬레우스에 의해 점령되었다.
- 카리아와 메세니아에도 페다소스라는 지명이 있었다.

## 인명
- 페다소스는 트로이아 전쟁 당시 트로이아의 전사였다. 그는 부콜리온과 샘물의 요정 아바르바레에의 아들이다. 아이세포스와 쌍둥이 형제로 아버지 부콜리온은 트로이아의 왕 라오메돈의 서자였다. 이 두 형제는 트로이아 전쟁에서 트로이 군으로 참가했다가 둘 다 그리스의 장수 에우뤼알로스에 의해 전사했다. (호메로스. 일리아스 제6권 20행~28행)